# Meriem Hadj Hamou
Meriem Hadj Hamou est une autrice marocaine installée à Marrakech.
Née à Casablanca et diplômée de la faculté de pharmacie de Montpellier, elle exerce la pharmacie d'officine à Marrakech. Depuis toujours très portée sur la littérature et l’écriture dans son ensemble, elle a commencé à écrire depuis une dizaine d'années. D'abord à travers un blog littéraire personnel, Les mots en filigranes et participation à divers recueils collectifs, puis par l'éditions de livres.
Prix de la nouvelle noire en 2014[pour quel ouvrage ?], elle a publié depuis trois livres : 
- En Filigrane, édité par Orion Éditions en 2018[4],[5]
- Se dissoudre dans le néant, édité par Marsam Édition en 2020 [6],[7]
- Fenêtre en clair-obscur, édité par La croisée des chemins en 2022 [8],[9],[10],[11]